# Wilhelm Tengelmann
Wilhelm Tengelmann (* 11. Juni 1901 in Essen; † 5. Juli 1949 in Berchtesgaden) war ein deutscher Bergassessor, Unternehmer und NS-Funktionär.

## Leben
Wilhelm Tengelmann war der Sohn des Unternehmers Ernst Tengelmann, sein Bruder war der Bergwerksdirektor Walter Tengelmann (1898–1981). Seine Schullaufbahn schloss er 1918 mit dem Abitur in Essen ab. Zum Ende des Ersten Weltkrieges wurde er noch Seekadett der Kaiserlichen Marine. Nach Kriegsende gehörte er von Februar 1919 bis Januar 1920 der Marine-Brigade Ehrhardt an. Im Rang eines Fähnrichs zur See wurde er Ende Mai 1920 aus der Armee entlassen und gehörte von Mai 1921 bis Juni 1921 dem Stab des Generals und Führer des Oberschlesischen Selbstschutzes Karl Hoefer an.
Tengelmann absolvierte ein Bergbaustudium an den Hochschulen Würzburg, Freiburg im Breisgau, Berlin und Clausthal, studienbegleitend erhielt er in Bergwerksanlagen eine praxisnahe Ausbildung. Seit 1921 war er Mitglied des Corps Rhenania Freiburg. Nach Abschluss seines Studiums war er 1926 Bergreferendar und 1929 Bergassessor. 1930 und 1931 war er „Hundert-Marks-Assessor“ (so genannt, weil Hochschulabsolventen zunächst eine mit 100 Reichsmark monatlich vergütete Stelle anzutreten hatten) auf der Zeche Minister Stein in Dortmund-Eving. Ab dem 1. November 1931 gehörte er als Betriebsinspektor der Zeche Monopol in Kamen dem Direktorium der Gelsenkirchener Bergwerks-AG an.
Am 1. Oktober 1930 trat Tengelmann der NSDAP bei (Mitgliedsnummer 322.112). Nach der Machtübergabe an die Nationalsozialisten war er zunächst kommissarisch und zuletzt offiziell von März 1933 bis Oktober 1933 Landrat im Kreis Unna. In dieser Funktion ließ er am 12. April 1933 im Kreis Unna 489 KPD-Funktionäre festnehmen, die teils in das neu geschaffene KZ Bergkamen-Schönhausen verbracht wurden und während ihrer Schutzhaft schwersten Misshandlungen ausgesetzt waren. Bis Ende August 1933 wurden fast 1000 Kommunisten, Sozialdemokraten, Gewerkschafter und Juden im Kreis Unna verhaftet und in das KZ Schönhausen überstellt. Tengelmann wurde anschließend Beauftragter des preußischen Ministerpräsidenten für Wirtschaftsfragen bei Hermann Göring. Er war Wehrwirtschaftsführer. Tengelmann wurde 1934 ehrenhalber zum SS-Sturmbannführer ernannt. Ende Januar 1935 wurde er SS (SS-Nr. 53.091) SS-Obersturmbannführer.
Ab Oktober 1934 war Tengelmann (zunächst stellvertretender) Vorstandsvorsitzender und Generaldirektor der Bergwerksgesellschaft Hibernia in Herne. Er gehörte dem Aufsichtsrat und Vorstand vieler Firmen an, so der Henkel & Cie AG in Düsseldorf sowie der Henschel Flugzeug-Werke in Berlin. Tengelmann kandidierte erfolglos bei der Reichstagswahl am 10. April 1938. Von 1938 bis mindestens 1940 war er Vorstandsmitglied des Vereins Deutscher Ingenieure (VDI). 1938 ließ er von der Hibernia AG den nördlich von Hullern, am rechten Ufer der Stever und südlich der Borkenberge idyllisch gelegenen Hof Heuer ankaufen und für sich zu einem luxuriös ausgestatteten Jagdhaus ausbauen. Auf diesem von ihm „Gut Borkenberge“ genannten Landsitz empfing Tengelmann die Industriellen Fritz Thyssen und Gustav Krupp von Bohlen und Halbach, ferner Robert Ley sowie – zur Jagd – Hermann Göring.
Nach Kriegsende wurde Tengelmann von den Alliierten vernommen, juristisch aber nicht belangt. Er konnte seine Unternehmerkarriere fortsetzen, da er einem von seinen Vorfahren begründeten und nicht arisierten Unternehmen vorstand.